# Oralitate
Oralitatea este calitatea stilului unor opere literare de a se exprima clar și eficient, prin folosirea unor elemente de limbă vorbită care dau expunerii un caracter spontan și viu atât în dialogurile dintre personaje, cât și în narațiunea propriu-zisă. Oralitatea este caracterizată prin prezența expresiilor și a zicerilor populare colocviale sau prin mărci ale dialogului, prin impresia unui dialog între povestitor și cititor. În dialogul dramatic, oralitatea este sugerată pe baza unei selecții din trăsăturile specifice limbii vorbite.
Modalitățile de utilizare ale oralității sunt: 
- dialogul
- folosirea dativului etic
- exclamații, interogații
- expresii onomatopeice
- imprecații, apostrofe
- adresare directă
- diminutive
- formule specifice oralității („vorba ceea”, „toate ca toate” etc.)
- proverbe, zicători
- versuri populare
- faze ritmate
- cuvinte și expresii populare
- regionalisme
- umor